# Lasioptera
Lasioptera är ett släkte av tvåvingar. Lasioptera ingår i familjen gallmyggor.

## Dottertaxa tillLasioptera, i alfabetisk ordning[1]
- Lasioptera abhamata
- Lasioptera achyranthesae
- Lasioptera achyranthii
- Lasioptera aechynomensis
- Lasioptera aeschynanthusperottetti
- Lasioptera annandalei
- Lasioptera anonae
- Lasioptera argentata
- Lasioptera arizonensis
- Lasioptera artemisiae
- Lasioptera artemisifoliae
- Lasioptera arundinis
- Lasioptera astericola
- Lasioptera asterspinosae
- Lasioptera asystasiae
- Lasioptera aurata
- Lasioptera auricincta
- Lasioptera azamii
- Lasioptera basiflava
- Lasioptera berberina
- Lasioptera berlesiana
- Lasioptera bothriochloae
- Lasioptera bryoniae
- Lasioptera buhri
- Lasioptera calamagrostidis
- Lasioptera callicarpae
- Lasioptera camelliae
- Lasioptera carophila
- Lasioptera caryae
- Lasioptera centerensis
- Lasioptera cephalandrae
- Lasioptera cerasiphera
- Lasioptera cerei
- Lasioptera chichindae
- Lasioptera cimicifugae
- Lasioptera cinerea
- Lasioptera clinopodii
- Lasioptera collinsonifolia
- Lasioptera cordobensis
- Lasioptera corni
- Lasioptera corusca
- Lasioptera crataevae
- Lasioptera cratavae
- Lasioptera cubitalis
- Lasioptera cylindrigallae
- Lasioptera dioscoreae
- Lasioptera dombrovskajae
- Lasioptera donacis
- Lasioptera ephedrae
- Lasioptera ephedricola
- Lasioptera eriochloa
- Lasioptera eryngii
- Lasioptera euphobiae
- Lasioptera excavata
- Lasioptera falcata
- Lasioptera flavoventris
- Lasioptera fluitans
- Lasioptera francoisi
- Lasioptera fructuaria
- Lasioptera furcata
- Lasioptera gibaushi
- Lasioptera graciliforceps
- Lasioptera hamata
- Lasioptera helvipes
- Lasioptera heterothalami
- Lasioptera hieronymi
- Lasioptera howardi
- Lasioptera humulicaulis
- Lasioptera hungarica
- Lasioptera hygrophila
- Lasioptera indica
- Lasioptera javanica
- Lasioptera kallstroemia
- Lasioptera kasarzewskella
- Lasioptera koreana
- Lasioptera kosarzewskella
- Lasioptera lactucae
- Lasioptera lespedezae
- Lasioptera lignicola
- Lasioptera longipes
- Lasioptera longispatha
- Lasioptera lonicericola
- Lasioptera loyolai
- Lasioptera mangiflorae
- Lasioptera manilensis
- Lasioptera mastersi
- Lasioptera melampyri
- Lasioptera miscella
- Lasioptera moliniae
- Lasioptera monticola
- Lasioptera nenuae
- Lasioptera nigrocincta
- Lasioptera nodosae
- Lasioptera obfuscata
- Lasioptera orientalis
- Lasioptera paederiae
- Lasioptera pallipes
- Lasioptera paniculi
- Lasioptera parva
- Lasioptera piriqueta
- Lasioptera populnea
- Lasioptera portulacae
- Lasioptera psederae
- Lasioptera puerariae
- Lasioptera pusilla
- Lasioptera querciflorae
- Lasioptera querciperda
- Lasioptera quercirami
- Lasioptera rubi
- Lasioptera ruebsaameni
- Lasioptera rufa
- Lasioptera serotina
- Lasioptera solani
- Lasioptera solidaginis
- Lasioptera soongarica
- Lasioptera sorghivora
- Lasioptera spiraeafolia
- Lasioptera stelteri
- Lasioptera tarbagataica
- Lasioptera taroiae
- Lasioptera terminaliae
- Lasioptera textor
- Lasioptera thuringica
- Lasioptera tibialis
- Lasioptera tiliarum
- Lasioptera tomentosae
- Lasioptera toombii
- Lasioptera tridentifera
- Lasioptera trilobata
- Lasioptera tuberosa
- Lasioptera turcica
- Lasioptera ukogi
- Lasioptera umbelliferarum
- Lasioptera uncinata
- Lasioptera urvilleae
- Lasioptera ussurica
- Lasioptera vastatrix
- Lasioptera ventralis
- Lasioptera viburni
- Lasioptera wildi
- Lasioptera virgata
- Lasioptera vitis
- Lasioptera yadokariae
- Lasioptera ziziae

## Bildgalleri

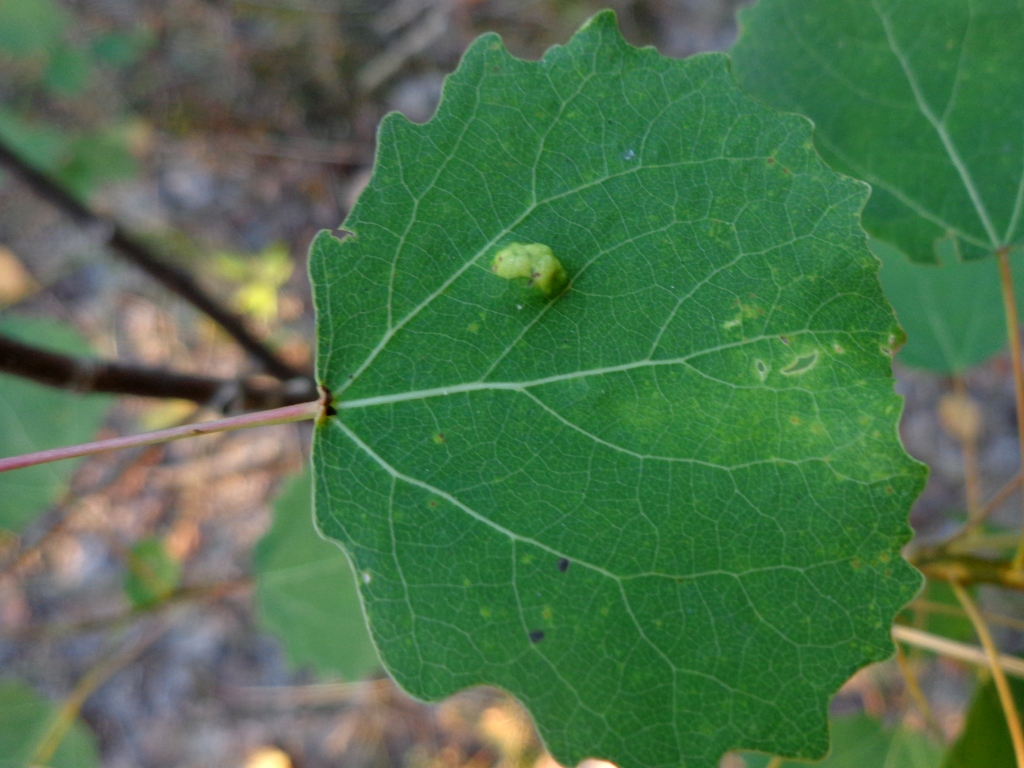
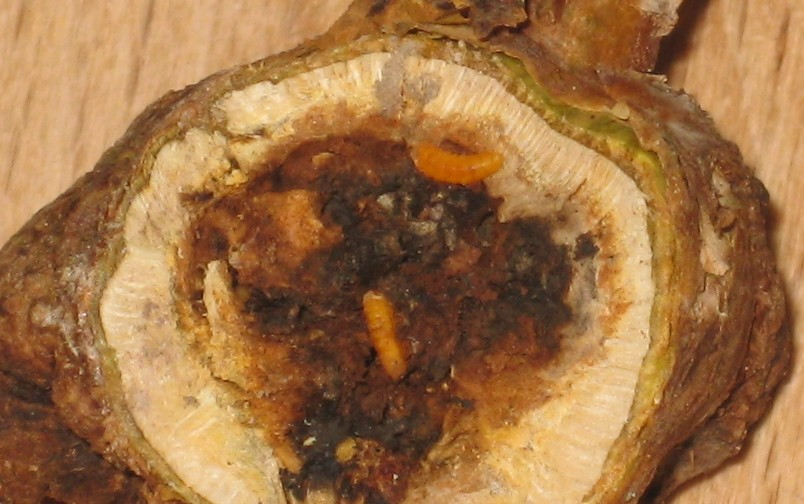
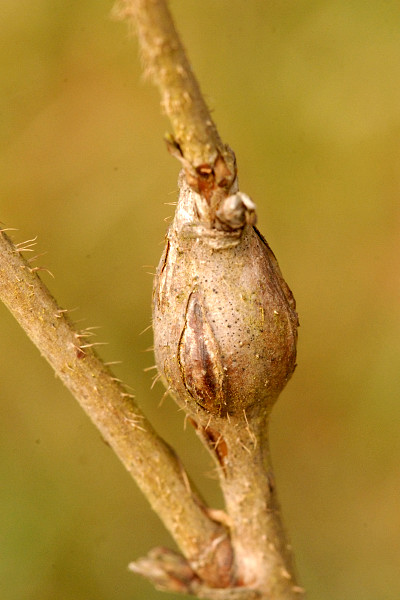